# 刘光华 (建筑师)
刘光华（1918年5月17日—2018年12月31日），江苏南京人，中国建筑师和建筑教育家。
1936年，考入国立中央大学建筑系。1937年，随校迁至重庆。1940年毕业，获工学士学位。1943年，参加第一届自费留学生考试，录取后赴美留学。1946年毕业于哥伦比亚大学建筑研究院，获建筑学硕士学位。1947年起，历任国立中央大学、南京大学、南京工学院建筑系教授、建筑设计教研组主任、建筑系学术委员会主任等职。文革期间，刘光华曾被日夜批斗，已起自杀之心。幸得童寯劝解。
除教职外，刘光华曾兼任南京市政委员会委员、顾问、江苏省建筑学会理事、名誉理事长。曾设计榆次经纬纺织厂居住区规划及住宅、乌鲁木齐八一毛纺织厂厂房工程及居住区规划、石河子新城详细规划、乌鲁木齐市和郑州市规划草图、华东航空学院（现南京农业大学）总体规划及主楼设计、南京金陵饭店建筑顾问等。1983年，应美国Ball State University建筑与规划学院聘请，担任访问教授。1986年，离职，开始长期的写作及讲学生涯。1980年代出版的《BEIJING：THE CORNUCOPIA OF CLASSICAL CHINESE ARCHITECTURE》和《CHINESE ARCHITECTURE》是国际学术界了解中国古典建筑的经典著作。
2004年，刘光华曾回到母校东南大学建筑系探访。2018年12月，刘光华在美国芝加哥逝世。